# Nannenhohn
Nannenhohn ist ein Ortsteil der Gemeinde Eitorf im Rhein-Sieg-Kreis.

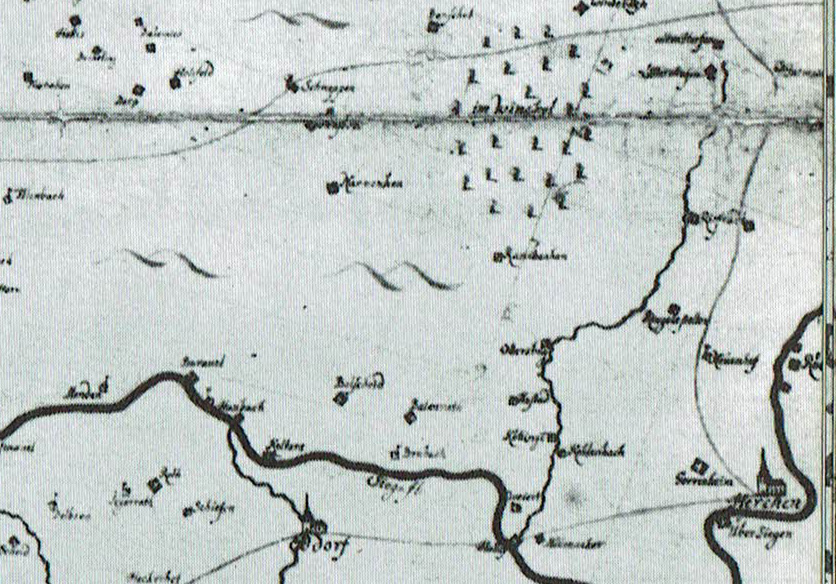
Nannenhohn 1715 zwischen Rankenhohn und Schneppe

## Lage
Nannenhohn liegt im Nutscheid auf einer Höhe von 245 bis 250 m ü. NHN. Nachbarorte sind Hönscheid und Plackenhohn.

## Einwohner
1830 hatte Nannenhohn 66 Bewohner.
1845 hatte der Weiler 54 katholische Einwohner in 13 Häusern.
1888 hatte der Ort 32 Bewohner in sieben Häusern.
1901 gab es hier die Haushalte Ackerer Engelbert Bohlscheidt, Oekonom Ferdinand Possberg und Ackerer Albert Wirtz.
1925 waren in Nannenhohn fünf Haushalte verzeichnet.
1932 ist der Gutspächter J.H. Lüdenbach mit dem Telefonanschluss 131 verzeichnet, 1934 der Gutspächter Emil Baumann.